# Lista i wyniki gal UFC na terenie Ameryki Południowej
Lista i wyniki gal UFC na terenie Ameryki Południowej.

## Lista gal
| Nr | Gala                                                       | Data                 | Miejsce                                                      | Frekwencja widowni |
| -- | ---------------------------------------------------------- | -------------------- | ------------------------------------------------------------ | ------------------ |
| 1  | UFC 17.5: Ultimate Brazil                                  | 16 października 1998 | Ginásio da Portuguesa, São Paulo, Brazylia                   | Nie ogłoszono      |
| 2  | UFC 134                                                    | 27 sierpnia 2011     | HSBC Arena, Rio de Janeiro, Brazylia                         | 14 000             |
| 3  | UFC 142                                                    | 14 stycznia 2012     | HSBC Arena, Rio de Janeiro, Brazylia                         | 10 605             |
| 4  | UFC 147                                                    | 23 czerwca 2012      | Mineirinho Arena, Belo Horizonte, Brazylia                   | 16 643             |
| 5  | UFC 153                                                    | 13 października 2012 | HSBC Arena, Rio de Janeiro, Brazylia                         | 16 844             |
| 6  | UFC on FX: Belfort vs. Bisping                             | 19 stycznia 2013     | Ginásio do Ibirapuera, São Paulo, Brazylia                   | 9 116              |
| 7  | UFC on FX 8: Belfort vs. Rockhold                          | 18 maja 2013         | Arena Jaraguá, Jaraguá do Sul, Brazylia                      | 7 642              |
| 8  | UFC on FUEL TV 10: Nogueira vs. Werdum 2                   | 8 czerwca 2013       | Ginásio Paulo Sarasate, Fortaleza, Brazylia                  | 6 286              |
| 9  | UFC 163                                                    | 3 sierpnia 2013      | HSBC Arena, Rio de Janeiro, Brazylia                         | 13 873             |
| 10 | UFC Fight Night: Teixeira vs. Bader                        | 4 września 2013      | Mineirinho Arena, Belo Horizonte, Brazylia                   | 5 126              |
| 11 | UFC Fight Night: Maia vs. Shields                          | 9 października 2013  | Ginásio José Corrêa, Barueri, Brazylia                       | 6 621              |
| 12 | UFC Fight Night: Belfort vs. Henderson 2                   | 9 listopada 2013     | Goiânia Arena, Goiânia, Brazylia                             | 10 565             |
| 13 | UFC Fight Night: Machida vs. Mousasi                       | 15 lutego 2014       | Arena Jaraguá, Jaraguá do Sul, Brazylia                      | 7 511              |
| 14 | UFC Fight Night: Shogun vs. Henderson 2                    | 23 marca 2014        | Ginásio Nélio Dias, Natal, Brazylia                          | 6 828              |
| 15 | The Ultimate Fighter Brazil 3 Finale: Miocic vs. Maldonado | 31 maja 2014         | Ginásio do Ibirapuera, São Paulo, Brazylia                   | 8 986              |
| 16 | UFC Fight Night: Bigfoot vs. Arlovski                      | 13 września 2014     | Ginásio Nilson Nelson, Brasília, Brazylia                    | 8 822              |
| 17 | UFC 179                                                    | 25 października 2014 | Ginásio do Maracanãzinho, Rio de Janeiro                     | 11 415             |
| 18 | UFC Fight Night: Shogun vs. St. Preux                      | 8 listopada 2014     | Ginásio Municipal Tancredo Neves, Uberlândia, Brazylia       | 5 671              |
| 19 | UFC Fight Night: Machida vs. Dollaway                      | 20 grudnia 2014      | Ginásio José Corrêa, Barueri, Brazylia                       | Nie ogłoszono      |
| 20 | UFC Fight Night: Bigfoot vs. Mir                           | 22 lutego 2015       | Ginásio Gigantinho, Porto Alegre, Brazylia                   | 5 080              |
| 21 | UFC Fight Night: Maia vs. LaFlare                          | 21 marca 2015        | Ginásio do Maracanãzinho, Rio de Janeiro, Brazylia           | 7 707              |
| 22 | UFC Fight Night: Condit vs. Alves                          | 30 maja 2015         | Goiânia Arena, Goiânia, Brazylia                             | 3 500              |
| 23 | UFC 190                                                    | 1 sierpnia 2015      | HSBC Arena, Rio de Janeiro, Brazylia                         | 14 723             |
| 24 | UFC Fight Night: Belfort vs. Henderson 3                   | 7 listopada 2015     | Ginásio do Ibirapuera, São Paulo, Brazylia                   | 10 628             |
| 25 | UFC 198                                                    | 14 maja 2016         | Arena da Baixada, Kurytyba, Brazylia                         | 45 207             |
| 26 | UFC Fight Night: Cyborg vs. Lansberg                       | 24 września 2016     | Ginásio Nilson Nelson, Brasília, Brazylia                    | 8 410              |
| 27 | UFC Fight Night: Bader vs. Nogueira 2                      | 19 listopada 2016    | Ginásio do Ibirapuera, São Paulo, Brazylia                   | 9 028              |
| 25 | UFC Fight Night: Belfort vs. Gastelum                      | 11 marca 2017        | Centro de Formação Olímpica do Nordeste, Fortelaza, Brazylia | 14 069             |
| 26 | UFC 212                                                    | 3 czerwca 2017       | Jeunesse Arena, Rio de Janeiro, Brazylia                     | 15 412             |
| 27 | UFC Fight Night: Brunson vs. Machida                       | 28 października 2017 | Ginásio do Ibirapuera, São Paulo, Brazylia                   | 10 265             |
| 28 | UFC Fight Night: Machida vs. Anders                        | 3 lutego 2018        | Arena Guilherme Paraense, Belém, Brazylia                    | 10 144             |
| 29 | UFC 224                                                    | 12 maja 2018         | Jeunesse Arena, Rio de Janeiro, Brazylia                     | 10 696             |
| 30 | UFC Fight Night: Maia vs. Usman                            | 19 maja 2018         | Movistar Arena, Santiago, Chile                              | 11 082             |
| 31 | UFC Fight Night: Santos vs. Anders                         | 22 września 2018     | Ginásio do Ibirapuera, São Paulo, Brazylia                   | 9 485              |
| 32 | UFC Fight Night: Magny vs. Ponzinibbio                     | 17 listopada 2018    | Estadio Luna Park, Buenos Aires, Argentyna                   | 10 245             |
| 33 | UFC on ESPN+ 2: Assunção vs. Moraes 2                      | 2 lutego 2019        | Centro de Formação Olímpica do Nordest, Fortelaza, Brazylia  | 10 040             |
| 34 | UFC 237                                                    | 11 maja 2019         | Jeunesse Arena, Rio de Janeiro, Brazylia                     | 15 193             |
| 35 | UFC on ESPN+ 14: Shevchenko vs. Carmouche 2                | 10 sierpnia 2019     | Antel Arena, Montevideo, Urugwaj                             | 9 225              |
| 36 | UFC Fight Night: Błachowicz vs. Jacaré                     | 16 listopada 2019    | Ginásio do Ibirapuera, São Paulo, Brazylia                   | 10 344             |
| 37 | UFC on ESPN+ 28: Lee vs. Oliveira                          | 14 marca 2020        | Ginásio Nilson Nelson, Brasília, Brazylia                    | 0*                 |
| 38 | UFC 283                                                    | 21 stycznia 2023     | Jeunesse Arena, Rio de Janeiro, Brazylia                     | 13 604             |
| 39 | UFC Fight Night: Almeida vs. Lewis                         | 4 listopada 2023     | Ginásio do Ibirapuera, São Paulo, Brazylia                   | 10 792             |
| 40 | UFC 301                                                    | 4 maja 2024          | Farmasi Arena, Rio de Janeiro, Rio de Janeiro                | 14 514             |
| 41 | UFC                                                        | 2025                 |                                                              |                    |

- bez udziału publiczności z powodu pandemii Covid-19

## Wykaz miast na terenie Ameryki Południowej w których gościło UFC
"stan na 19 grudnia 2024"
- Rio de Janeiro - 11 razy
- São Paulo - 9 razy
- Barueri - 2 razy
- Belo Horizonte - 2 razy
- Brasilia - 2 razy
- Fortelaza - 2 razy
- Goiânia - 2 razy
- Jaraguá do Sul - 2 razy
- Buenos Aires - 1 raz
- Belém - 1 raz
- Kurytyba - 1 raz
- Montevideo - 1 raz
- Natal - 1 raz
- Porto Alegre - 1 raz
- Santiago - 1 raz
- Uberlândia - 1 raz

## Wyniki gal

### UFC 17.5: Ultimate Brazil
Walka Wieczoru:
- Walka o pas mistrzowski UFC w kategorii :  John Lober –  Frank Shamrock

Zwycięstwo Shamrocka przez poddanie w 1 rundzie

Karta Główna:
- Walka o inauguracyjny pas mistrzowski UFC w kategorii półśredniej:  Mikey Burnett –  Pat Miletich

Zwycięstwo Mileticha przez niejednogłośną decyzję sędziów
- Walka w kategorii średniej:  Vitor Belfort –  Wanderlei Silva

Zwycięstwo Belforta przez TKO w 1 rundzie
- Walka w kategorii ciężkiej:  Pedro Rizzo –  David Abbott

Zwycięstwo Rizzo przez KO w 1 rundzie
- Walka w kategorii ciężkiej:  Tsuyoshi Kosaka –  Pete Williams

Zwycięstwo Kosaki przez jednogłośną decyzję sędziów
- Walka w kategorii średniej:  Ebenezer Fontes Braga –  Jeremy Horn

Zwycięstwo Bragi przez poddanie w 1 rundzie

Karta Wstępna:
- Walka w kategorii lekkiej:  Tulio Palhares –  Adriano Santos

Zwycięstwo Palharesa przez TKO w 1 rundzie
- Walka w kategorii średniej:  Cesar Marscucci –  Paulo Santos

Zwycięstwo Marscucci'ego przez TKO w 1 rundzie

### UFC 134
Walka Wieczoru:
- Walka o pas mistrzowski UFC w kategorii średniej:  Anderson Silva –  Yushin Okami

Zwycięstwo Silvy przez TKO w 2 rundzie

Karta Główna:
- Walka w kategorii półciężkiej:  Maurício Rua –  Forrest Griffin

Zwycięstwo Ruy przez TKO w 1 rundzie
- Walka w kategorii lekkiej:  Edson Barboza –  Ross Pearson

Zwycięstwo Barbozy przez niejednogłośną decyzję sędziów
- Walka w kategorii ciężkiej:  Antônio Rodrigo Nogueira  –  Brendan Schaub

Zwycięstwo Nogueiry przez TKO w 1 rundzie
- Walka w kategorii półciężkiej:  Luiz Cané –  Stanislaw Nedkow

Zwycięstwo Nedkowa przez TKO w 1 rundzie

Karta Wstępna:
- Walka w kategorii lekkiej:  Thiago Tavares –  Spencer Fisher

Zwycięstwo Tavaresa przez TKO w 2 rundzie
- Walka w kategorii średniej:  Rousimar Palhares –  Dan Miller

Zwycięstwo Palharesa przez jednogłośną decyzję sędziów
- Walka w kategorii półśredniej:  Paulo Thiago –  David Mitchell

Zwycięstwo Thiago przez jednogłośną decyzję sędziów
- Walka w kategorii koguciej:  Raphael Assunção –  Johnny Eduardo

Zwycięstwo Assunção przez jednogłośną decyzję sędziów
- Walka w kategorii półśredniej:  Luis Ramos –  Erick Silva

Zwycięstwo Silvy przez TKO w 1 rundzie
- Walka w kategorii piórkowej:  Iuri Alcântara –  Felipe Arantes

Zwycięstwo Alcântary przez jednogłośną decyzję sędziów
- Walka w kategorii koguciej:  Yves Jabouin –  Ian Loveland

Zwycięstwo Jabouina przez niejednogłośną decyzję sędziów
Nagrody bonusowe:
- Walka wieczoru →  Edson Barboza –  Ross Pearson
- Nokaut wieczoru →  Antônio Rodrigo Nogueira

### UFC 142
Walka Wieczoru:
- Walka o pas mistrzowski UFC w kategorii piórkowej:  José Aldo –  Chad Mendes

Zwycięstwo Aldo przez KO w 1 rundzie

Karta Główna:
- Walka w limicie -89 kg:  Vitor Belfort –  Anthony Johnson

Zwycięstwo Belforta przez poddanie w 1 rundzie
- Walka w kategorii średniej:  Rousimar Palhares –  Mike Massenzio

Zwycięstwo Palharesa przez poddanie w 1 rundzie
- Walka w kategorii półśredniej:  Carlo Prater –  Erick Silva

Zwycięstwo Pratera przez dyskwalfikację w 1 rundzie
- Walka w kategorii lekkiej:  Edson Barboza –  Terry Etim

Zwycięstwo Barbozy przez KO w 3 rundzie

Karta Wstępna:
- Walka w kategorii lekkiej:  Thiago Tavares –  Sam Stout

Zwycięstwo Tavaresa przez jednogłośną decyzję sędziów
- Walka w kategorii ciężkiej:  Gabriel Gonzaga –  Ednaldo Oliveira

Zwycięstwo Gonzagi przez poddanie w 1 rundzie
- Walka w kategorii piórkowej:  Iuri Alcântara –  Michihiro Omigawa

Zwycięstwo Alcântary przez jednogłośną decyzję sędziów
- Walka w kategorii półśredniej:  Ricardo Funch –  Mike Pyle

Zwycięstwo Pyle przez TKO w 1 rundzie
- Walka w kategorii piórkowej:  Felipe Arantes –  Antonio Carvalho

Zwycięstwo Arantesa przez jednogłośną decyzję sędziów

Nagrody bonusowe:
- Walka wieczoru →  Edson Barboza –  Terry Etim
- Nokaut wieczoru →  Edson Barboza
- Poddanie wieczoru →  Rousimar Palhares

### UFC 147
Walka Wieczoru:
- Walka w limicie -86 kg:  Wanderlei Silva –  Rich Franklin

Zwycięstwo Franklina przez jednogłośną decyzję sędziów

Karta Główna:
- Walka finałowa TUF Brazil w kategorii średniej:  Cezar Ferreira –  Sérgio Moraes

Zwycięstwo Ferreiry przez jednogłośną decyzję sędziów
- Walka finałowa TUF Brazil w kategorii piórkowej:  Rony Jason –  Godofredo Pepey

Zwycięstwo Jasona przez jednogłośną decyzję sędziów
- Walka w kategorii ciężkiej:  Fabrício Werdum –  Mike Russow

Zwycięstwo Werduma przez TKO w 1 rundzie
- Walka w kategorii piórkowej:  Iuri Alcântara –  Hacran Dias

Zwycięstwo  Diasa przez jednogłośną decyzję sędziów
Karta Wstępna:
- Walka w kategorii piórkowej:  Rodrigo Damm –  Anistavio Medeiros

Zwycięstwo Damma przez poddanie w 1 rundzie
- Walka w kategorii średniej:  Delson Heleno –  Francisco Trinaldo

Zwycięstwo Trinaldo przez TKO w 1 rundzie
- Walka w kategorii piórkowej:  John Teixeira –  Hugo Viana

Zwycięstwo Viany przez niejednogłośną decyzję sędziów
- Walka w kategorii średniej:  Leonardo Mafra –  Thiago Perpétuo

Zwycięstwo Perpétuo przez TKO w 3 rundzie
- Walka w kategorii piórkowej:  Wagner Campos –  Marcos Vinicius

Zwycięstwo Viniciusa przez TKO w 3 rundzie
- Walka w kategorii piórkowej:  Felipe Arantes –  Milton Vieira

Remis niejednogłośny

Nagrody bonusowe:
- Walka wieczoru →  Wanderlei Silva –  Rich Franklin
- Nokaut wieczoru →  Marcos Vinicius
- Poddanie wieczoru →  Rodrigo Damm

### UFC 153
Walka Wieczoru:
- Walka w kategorii półciężkiej:  Anderson Silva –  Stephan Bonnar

Zwycięstwo Silvy przez TKO w 1 rundzie

Karta Główna:
- Walka w kategorii ciężkiej:  Antônio Rodrigo Nogueira –  Dave Herman

Zwycięstwo Nogueiry przez poddanie w 2 rundzie
- Walka w kategorii półciężkiej:  Fábio Maldonado –  Glover Teixeira

Zwycięstwo Teixeiry przez TKO w 2 rundzie
- Walka w kategorii półśredniej:  Erick Silva –  Jon Fitch

Zwycięstwo Fitcha przez jednogłośną decyzję sędziów
- Walka w kategorii półciężkiej:  Wagner Prado –  Phil Davis

Zwycięstwo Davisa przez poddanie w 2 rundzie
- Walka w kategorii półśredniej:  Demian Maia –  Rick Story

Zwycięstwo Maii przez poddanie w 1 rundzie

Karta Wstępna:
- Walka w kategorii piórkowej:  Rony Jason –  Sam Sicilia

Zwycięstwo Jasona przez TKO w 2 rundzie
- Walka w kategorii lekkiej:  Gleison Tibau –  Francisco Trinaldo

Zwycięstwo Tibau przez jednogłośną decyzję sędziów
- Walka w kategorii piórkowej:  Diego Brandão –  Joey Gambino

Zwycięstwo Brandão przez jednogłośną decyzję sędziów
- Walka w kategorii półśredniej:  Renee Forte –  Sérgio Moraes

Zwycięstwo Moraesa przez poddanie w 3 rundzie
- Walka w kategorii średniej:  Luiz Cané –  Chris Camozzi

Zwycięstwo Camozzi'ego przez jednogłośną decyzję sędziów
- Walka w kategorii lekkiej:  Cristiano Marcello –  Reza Madadi

Zwycięstwo Marcello przez niejednogłośna decyzję sędziów

Nagrody bonusowe:
- Walka wieczoru →  Erick Silva –  Jon Fitch
- Nokaut wieczoru →  Rony Jason
- Poddanie wieczoru →  Antônio Rodrigo Nogueira

### UFC on FX: Belfort vs. Bisping
Walka Wieczoru:
- Walka w kategorii średniej:  Vitor Belfort –  Michael Bisping

Zwycięstwo Belforta przez TKO w 2 rundzie

Karta Główna:
- Walka w kategorii średniej:  Daniel Sarafian –  C.B. Dollaway

Zwycięstwo Dollowaya przez niejednogłośną decyzję sędziów
- Walka w kategorii ciężkiej:  Gabriel Gonzaga –  Ben Rothwell

Zwycięstwo Gonzagi przez poddanie w 2 rundzie
- Walka w kategorii lekkiej:  Thiago Tavares –  Chabib Nurmagomiedow

Zwycięstwo Nurmagomiedowa przez TKO w 1 rundzie

Karta Wstępna:
- Walka w kategorii piórkowej:  Godofredo Pepey –  Milton Vieira

Zwycięstwo Pepeya przez niejednogłośną decyzję sędziów
- Walka w kategorii średniej:  Ronny Markes –  Milton Vieira

Zwycięstwo Markesa przez jednogłośną decyzję sędziów
- Walka w kategorii piórkowej:  Diego Nunes –  Nik Lentz

Zwycięstwo Lentza przez jednogłośną decyzję sędziów
- Walka w kategorii lekkiej:  Edson Barboza –  Lucas Martins

Zwycięstwo Barbozy przez TKO w 1 rundzie
- Walka w kategorii koguciej:  Iuri Alcântara –  Pedro Nobre

No Contest (niedozwolone ciosy) w 1 rundzie
- Walka w kategorii półciężkiej:  Ildemar Alcântara –  Wagner Prado

Zwycięstwo Alcântary przez poddanie w 2 rundzie
- Walka w kategorii lekkiej:  Francisco Trinaldo –  CJ Keith

Zwycięstwo Trinaldo przez poddanie w 2 rundzie

Nagrody bonusowe:
- Walka wieczoru →  Daniel Sarafian –  C.B. Dollaway
- Nokaut wieczoru →  Vitor Belfort
- Poddanie wieczoru →  Ildemar Alcântara

### UFC on FX 8: Belfort vs. Rockhold
Walka Wieczoru:
- Walka w kategorii średniej:  Vitor Belfort –  Luke Rockhold

Zwycięstwo Belforta przez KO w 1 rundzie

Karta Główna:
- Walka w kategorii średniej:  Ronaldo Souza –  Chris Camozzi

Zwycięstwo Souzy przez poddanie w 1 rundzie
- Walka w kategorii lekkiej:  Rafael dos Anjos –  Evan Dunham

Zwycięstwo dos Anjosa przez jednogłośną decyzję sędziów
- Walka w kategorii średniej:  Rafael Natal  –  João Zeferino

Zwycięstwo Natala przez jednogłośną decyzję sędziów

Karta Wstępna:
- Walka w kategorii piórkowej:  Hacran Dias –  Nik Lentz

Zwycięstwo Lentza przez jednogłośną decyzję sędziów
- Walka w kategorii lekkiej:  Francisco Trinaldo –  Mike Rio

Zwycięstwo Trinaldo przez poddanie w 1 rundzie
- Walka w kategorii lekkiej:  Gleison Tibau –  John Cholish

Zwycięstwo Tibau przez poddanie w 2 rundzie
- Walka w kategorii półśredniej:  Michel Prazeres –  Paulo Thiago

Zwycięstwo Thiago przez jednogłośną decyzję sędziów
- Walka w kategorii koguciej:  Iuri Alcântara –  Iliarde Santos

Zwycięstwo Alcântary przez TKO w 1 rundzie
- Walka w kategorii półciężkiej:  Fábio Maldonado –  Roger Hollett

Zwycięstwo Maldonado przez jednogłośną decyzję sędziów
- Walka w kategorii muszej:  John Lineker –  Azamat Gashimov

Zwycięstwo Linekera przez TKO w 2 rundzie
- Walka w kategorii muszej:  Jussier Formiga –  Chris Cariaso

Zwycięstwo Formigi przez jednogłośną decyzję sędziów
- Walka w kategorii lekkiej:  Lucas Martins –  Jeremy Larsen

Zwycięstwo Martinsa przez TKO w 3 rundzie
Nagrody bonusowe:
- Walka wieczoru →  Lucas Martins –  Jeremy Larsen
- Nokaut wieczoru →  Vitor Belfort
- Poddanie wieczoru →  Ronaldo Souza

### UFC on FUEL TV 10: Nogueira vs. Werdum 2
Walka Wieczoru:
- Walka w kategorii ciężkiej:  Antônio Rodrigo Nogueira –  Fabrício Werdum

Zwycięstwo Werduma przez poddanie w 2 rundzie

Karta Główna:
- Walka finałowa TUF Brazil w kategorii półśredniej:  William Macário –  Leonardo Santos

Zwycięstwo Santosa przez poddanie w 2 rundzie
- Walka w kategorii półciężkiej:  Rafael Cavalcante –  Thiago Silva

Zwycięstwo Silvy przez TKO w 1 rundzie
- Walka w kategorii półśredniej:  Erick Silva –  Jason High

Zwycięstwo Silvy przez poddanie w 1 rundzie
- Walka w kategorii średniej:  Daniel Sarafian –  Eddie Mendez

Zwycięstwo Sarafiana przez poddanie w 1 rundzie
- Walka w kategorii piórkowej:  Rony Jason –  Mike Wilkinson

Zwycięstwo Jasona przez poddanie w 1 rundzie

Karta Wstępna:
- Walka w kategorii koguciej:  Raphael Assunção –  Vaughan Lee

Zwycięstwo Assunção przez poddanie w 2 rundzie
- Walka w kategorii piórkowej:  Felipe Arantes –  Godofredo Pepey

Zwycięstwo Arantesa przez TKO w 1 rundzie
- Walka w kategorii półśredniej:  Ildemar Alcântara –  Leandro Silva

Zwycięstwo Alcântary przez jednogłośną decyzję sędziów
- Walka w kategorii piórkowej:  Rodrigo Damm –  Mizuto Hirota

Zwycięstwo Damma przez niejednogłośną decyzję sedziów
- Walka w kategorii średniej:  Caio Magalhães –  Karlos Vémola

Zwycięstwo Magalhãesa przez poddanie w 2 rundzie
- Walka w kategorii średniej:  Antônio Braga Neto –  Anthony Smith

Zwycięstwo Neto przez poddanie w 1 rundzie

Nagrody bonusowe:
- Walka wieczoru →  Rafael Cavalcante –  Thiago Silva
- Nokaut wieczoru →  Thiago Silva
- Poddanie wieczoru →  Erick Silva

### UFC 163
Walka Wieczoru:
- Walka o pas mistrzowski UFC w kategorii piórkowej:  José Aldo –  Jung Chan-sung

Zwycięstwo Aldo przez TKO w 4 rundzie

Karta Główna:
- Walka w kategorii półciężkiej:  Lyoto Machida –  Phil Davis

Zwycięstwo Davisa przez jednogłośną decyzję sędziów
- Walka w kategorii średniej:  Cezar Ferreira –  Thiago Santos

Zwycięstwo Ferreiry przez poddanie w 1 rundzie
- Walka w kategorii średniej:  Thales Leites –  Tom Watson

Zwycięstwo Leitesa przez jednogłośną decyzję sędziów
- Walka w limicie -58 kg:  John Lineker –  José Maria Tomé

Zwycięstwo Linekera przez TKO w 2 rundzie

Karta Wstępna:
- Walka w kategorii półciężkiej:  Anthony Perosh –  Vinny Magalhães

Zwycięstwo Perosha przez KO w 1 rundzie
- Walka kobiet w kategorii koguciej:  Amanda Nunes –  Sheila Gaff

Zwycięstwo Nunes przez TKO w 1 rundzie
- Walka w kategorii półśredniej:  Sérgio Moraes –  Neil Magny

Zwycięstwo Moraesa przez poddanie w 1 rundzie
- Walka w kategorii muszej:  Iliarde Santos –  Ian McCall

Zwycięstwo McCalla przez jednogłośną decyzję sędziów
- Walka w kategorii piórkowej:  Rani Yahya –  Josh Clopton

Zwycięstwo Yahyi przez jednogłośną decyzję sędziów
- Walka w kategorii półciężkiej:  Francimar Barroso – Ednaldo Oliveira

Zwycięstwo Barroso przez jednogłośną decyzję sędziów
- Walka w kategorii półśredniej:  Viscardi Andrade –  Bristol Marunde

Zwycięstwo Andrade przez TKO w 1 rundzie

Nagrody bonusowe:
- Walka wieczoru →  Iliarde Santos –  Ian McCall
- Nokaut wieczoru →  Anthony Perosh
- Poddanie wieczoru →  Sérgio Moraes

### UFC Fight Night: Teixeira vs. Bader
Walka Wieczoru:
- Walka w kategorii półciężkiej:  Gloever Teixeira –  Ryan Bader

Zwycięstwo Teixeiry przez TKO w 1 rundzie

Karta Główna:
- Walka w kategorii średniej:  Ronaldo Souza –  Yushin Okami

Zwycięstwo Souzy przez TKO w 1 rundzie
- Walka w kategorii muszej:  Jussier Formiga –  Joseph Benavidez

Zwycięstwo Banavideza przez TKO w 1 rundzie
- Walka w kategorii lekkiej:  Francisco Trinaldo –  Piotr Hallmann

Zwycięstwo Hallmanna przez poddanie w 2 rundzie
- Walka w kategorii średniej:  Rafael Natal –  Tor Troéng

Zwycięstwo Natala przez jednogłośną decyzję sędziów
- Walka w kategorii muszej:  Marcos Vinicius –  Ali Bagautinow

Zwycięstwo Bagautinowa przez TKO w 3 rundzie

Karta Wstępna:
- Walka w kategorii piórkowej:  Felipe Arantes –  Edimilson Souza

Zwycięstwo Souzy przez niejednogłośną decyzję sędziów
- Walka w kategorii koguciej:  Lucas Martins –  Ramiro Hernandez

Zwycięstwo Martinsa przez poddanie w 1 rundzie
- Walka w kategorii półśredniej:  Elias Silvério –  João Zeferino

Zwycięstwo Silvério przez jednogłośną decyzję sędziów
- Walka w kategorii półśredniej:  Ivan Jorge –  Keith Wisniewski

Zwycięstwo Jorge przez jednogłośną decyzję sędziów
- Walka w kategorii półśredniej:  Yuri Villefort –  Sean Spencer

Zwycięstwo Spencera przez niejednogłośną decyzję sędziów

Nagrody bonusowe:
- Walka wieczoru →  Rafael Natal –  Tor Troéng
- Nokaut wieczoru →  Gloever Teixeira
- Poddanie wieczoru →  Piotr Hallmann

### UFC Fight Night: Maia vs. Shields
Walka Wieczoru:
- Walka w kategorii :  Demian Maia –  Jake Shields

Zwycięstwo Shieldsa przez niejednogłośną decyzję sędziów

Karta Główna:
- Walka w kategorii półśredniej:  Erick Silva –  Dong Hyun Kim

Zwycięstwo Kima przez KO w 2 rundzie
- Walka w kategorii półciężkiej:  Thiago Silva –  Matt Hamill

Zwycięstwo Silvy przez jednogłośną decyzję sędziów
- Walka w kategorii półciężkiej:  Fábio Maldonado –  Joey Beltran

Zwycięstwo Maldonado przez niejednogłośną decyzję sędziów
- Walka w kategorii półśredniej:  Rousimar Palhares –  Mike Pierce

Zwycięstwo Palharesa przez poddanie w 1 rundzie
- Walka w kategorii koguciej:  Raphael Assunção –  T.J. Dillashaw

Zwycięstwo Assunção przez niejednogłośną decyzję sędziów

Karta Wstępna:
- Walka w kategorii półśredniej:  Ildemar Alcântara –  Igor Araújo

Zwycięstwo Araújo przez jednogłośną decyzję sędziów
- Walka w kategorii półśredniej:  Yan Cabral –  David Mitchell

Zwycięstwo Cabrala przez jednogłośną decyzję sędziów
- Walka w kategorii muszej:  Iliarde Santos –  Chris Cariaso

Zwycięstwo Cariaso przez TKO w 2 rundzie
- Walka w kategorii lekkiej:  Alan Patrick Silva Alves –  Garett Whiteley

Zwycięstwo Alvesa przez TKO w 1 rundzie
Nagrody bonusowe:
- Walka wieczoru →  Raphael Assunção –  T.J. Dillashaw
- Nokaut wieczoru →  Dong Hyun Kim

### UFC Fight Night: Belfort vs. Henderson 2
Walka Wieczoru:
- Walka w kategorii półciężkiej:  Vitor Belfort –  Dan Henderson

Zwycięstwo Belforta przez KO w 1 rundzie

Karta Główna:
- Walka w kategorii średniej:  Cezar Ferreira –  Daniel Sarafian

Zwycięstwo Ferreiry przez niejednogłośną decyzję sędziów
- Walka w kategorii półciężkiej:  Rafael Cavalcante –  Igor Pokrajac

Zwycięstwo Cavalcante przez TKO w 1 rundzie
- Walka w kategorii półśredniej:  Paulo Thiago –  Brandon Thatch

Zwycięstwo Thatcha przez TKO w 1 rundzie
- Walka w kategorii półśredniej:  Santiago Ponzinibbio –  Ryan LaFlare

Zwycięstwo LaFlare przez jednogłośną decyzję sędziów
- Walka w kategorii piórkowej:  Rony Jason –  Jeremy Stephens

Zwycięstwo Stephensa przez KO w 1 rundzie

Karta Wstępna:
- Walka w kategorii piórkowej:  Godofredo Pepey –  Sam Sicilia

Zwycięstwo Sicilii przez TKO w 1 rundzie
- Walka w kategorii średniej:  Thiago Perpétuo –  Omari Akhmedov

Zwycięstwo Akhmedova przez KO w 1 rundzie
- Walka w kategorii lekkiej:  Thiago Tavares –  Justin Salas

Zwycięstwo Tavaresa przez poddanie w 1 rundzie
- Walka w kategorii lekkiej:  Adriano Martins –  Daron Cruickshank

Zwycięstwo Martinsa przez poddanie w 2 rundzie
- Walka w kategorii muszej:  José Maria Tomé –  Dustin Ortiz

Zwycięstwo Ortiza przez TKO w 3 rundzie

Nagrody bonusowe:
- Walka wieczoru →  Thiago Perpétuo –  Omari Akhmedov
- Nokaut wieczoru →  Vitor Belfort
- Poddanie wieczoru →  Adriano Martins

### UFC Fight Night: Machida vs. Mousasi
Walka Wieczoru:
- Walka w kategorii średniej:  Lyoto Machida –  Gegard Mousasi

Zwycięstwo Machidy przez jednogłośną decyzję sędziów

Karta Główna:
- Walka w kategorii średniej:  Ronaldo Souza –  Francis Carmont

Zwycięstwo Souzy przez jednogłośną decyzję sędziów
- Walka w kategorii półśredniej:  Erick Silva –  Takenori Sato

Zwycięstwo Silvy przez KO w 1 rundzie
- Walka w kategorii półśredniej:  Viscardi Andrade –  Nico Musoke

Zwycięstwo Musoke przez jednogłośną decyzję sędziów
- Walka w kategorii piórkowej:  Charles Oliveira –  Andy Ogle

Zwycięstwo Oliveiry przez poddanie w 3 rundzie

Karta Wstępna:
- Walka w kategorii lekkiej:  Cristiano Marcello –  Joe Proctor

Zwycięstwo Proctora przez jednogłośną decyzję sędziów
- Walka w kategorii lekkiej:  Rodrigo Damm –  Ivan Jorge

Zwycięstwo Damma przez jednogłośną decyzję sędziów
- Walka w kategorii lekkiej:  Francisco Trinaldo –  Jesse Ronson

Zwycięstwo Trinaldo przez niejednogłośną decyzję sędziów
- Walka w kategorii koguciej:  Iuri Alcântara –  Wilson Reis

Zwycięstwo Alcântary przez niejednogłośną decyzję sędziów
- Walka w kategorii piórkowej:  Felipe Arantes –  Maximo Blanco

Zwycięstwo Arantesa przez jednogłośną decyzję sędziów
- Walka w kategorii półśredniej:  Ildemar Alcântara – Albiert Tumienow

Zwycięstwo Alcântary przez niejednogłośną decyzję sędziów
- Walka w kategorii piórkowej:  Douglas Silva de Andrade –  Zubaira Tukhugov

Zwycięstwo Tukhugova przez jednogłośną decyzję sędziów

Nagrody bonusowe:
- Walka wieczoru →  Lyoto Machida –  Gegard Mousasi
- Występ wieczoru →  Charles Oliveira oraz  Erick Silva

### UFC Fight Night: Shogun vs. Henderson 2
Walka Wieczoru:
- Walka w kategorii półciężkiej:  Maurício Rua –  Dan Henderson

Zwycięstwo Hendersona przez TKO w 3 rundzie

Karta Główna:
- Walka w kategorii średniej:  Cezar Ferreira –  C.B. Dollaway

Zwycięstwo Dollowaya przez TKO w 1 rundzie
- Walka w kategorii lekkiej:  Leonardo Santos –  Norman Parke

Remis większościowy
- Walka w kategorii półciężkiej:  Fábio Maldonado –  Gian Villante

Zwycięstwo Maldonado przez jednogłośną decyzję sędziów
- Walka w kategorii lekkiej:  Majrbiek Tajsumow –  Michel Prazeres

Zwycięstwo Prezeresa przez jednogłośną decyzję sędziów
- Walka w kategorii piórkowej:  Rony Jason –  Steven Siler

Zwycięstwo Jasona przez TKO w 1 rundzie

Karta Wstępna:
- Walka w kategorii średniej:  Ronny Markes –  Thiago Santos

Zwycięstwo Santosa przez TKO w 1 rundzie
- Walka w kategorii muszej:  Jussier Formiga –  Scott Jorgensen

Zwycięstwo Formigi przez poddanie w 1 rundzie
- Walka w kategorii półśredniej:  Thiago Perpétuo –  Kenny Robertson

Zwycięstwo Robertsona przez poddanie w 1 rundzie
- Walka w kategorii półciężkiej:  Francimar Barroso –  Hans Stringer

Zwycięstwo Stringera przez niejednogłośną decyzję sędziów
- Walka w kategorii piórkowej:  Godofredo Pepey –  Noad Lahat

Zwycięstwo Pepeya przez KO w 1 rundzie

Nagrody bonusowe:
- Walka wieczoru →  Maurício Rua –  Dan Henderson
- Występ wieczoru →  Godofredo Pepey oraz  Dan Henderson

### The Ultimate Fighter Brazil 3 Finale: Miocic vs. Maldonado
Walka Wieczoru:
- Walka w kategorii ciężkiej:  Stipe Miocic –  Fábio Maldonado

Zwycięstwo Miocicia przez TKO w 1 rundzie

Karta Główna:
- Walka finałowa TUF Brazil w kategorii ciężkiej:  Antônio Carlos Júnior –  Vitor Miranda

Zwycięstwo Juniora przez jednogłośną decyzję sędziów
- Walka finałowa TUF Brazil w kategorii średniej:  Marcio Alexandre Jr. –  Warlley Alves

Zwycięstwo Alvesa przez poddanie w 3 rundzie
- Walka w kategorii półśredniej:  Demian Maia –  Aleksandr Jakowlew

Zwycięstwo Maii przez jednogłośną decyzję sędziów
- Walka w kategorii piórkowej:  Rony Jason –  Robbie Peralta

Zwycięstwo Peralty przez niejednogłośną decyzję sędziów

Karta Wstępna:
- Walka w kategorii lekkiej:  Rodrigo Damm –  Raszyd Magomiedow

Zwycięstwo Magomiedowa przez jednogłośną decyzję sędziów
- Walka w kategorii lekkiej:  Elias Silvério –  Ernest Chavez

Zwycięstwo Silvério przez poddanie w 3 rundzie
- Walka w kategorii półśredniej:  Paulo Thiago –  Gasan Umałatow

Zwycięstwo Umałatowa przez jednogłośną decyzję sędziów
- Walka w kategorii piórkowej:  Edimilson Souza –  Mark Eddiva

Zwycięstwo Souzy przez TKO w 2 rundzie
- Walka w kategorii średniej:  Ricardo Abreu –  Wagner Silva

Zwycięstwo Abreu przez poddanie w 2 rundzie
- Walka w kategorii ciężkiej:  Marcos Rogério de Lima –  Richardson Moreira

Zwycięstwo de Limy przez KO w 1 rundzie
- Walka w kategorii koguciej:  Pedro Munhoz –  Matt Hobar

Zwycięstwo Munhoza przez TKO w 1 rundzie

Nagrody bonusowe:
- Walka wieczoru →  Edimilson Souza –  Mark Eddiva
- Występ wieczoru →  Warlley Alves oraz  Stipe Miocic

### UFC Fight Night: Bigfoot vs. Arlovski
Walka Wieczoru:
- Walka w kategorii ciężkiej:  Antônio Silva –  Andrej Arłouski

Zwycięstwo Arłouskiego przez KO w 1 rundzie

Karta Główna:
- Walka w kategorii lekkiej:  Gleison Tibau –  Piotr Hallmann

Zwycięstwo Tibau przez niejednogłośną decyzję sędziów
- Walka w kategorii lekkiej:  Leonardo Santos –  Efrain Escudero

Zwycięstwo Santosa przez jednogłośną decyzję sędziów
- Walka w kategorii półśredniej:  Santiago Ponzinibbio –  Wendell Oliveria

Zwycięstwo Ponzinibbio przez TKO w 1 rundzie
- Walka w kategorii koguciej:  Iuri Alcântara –  Russell Doane

Zwycięstwo Alcântary przez jednogłośną decyzję sędziów
- Walka kobiet w kategorii koguciej:  Jéssica Andrade –  Larissa Pacheco

Zwycięstwo Andrade przez poddanie w 1 rundzie

Karta Wstępna:
- Walka w kategorii piórkowej:  Godofredo Pepey –  Dashon Johnson

Zwycięstwo Pepeya przez poddanie w 1 rundzie
- Walka w kategorii półśredniej:  Igor Araújo –  George Sullivan

Zwycięstwo Sullivana przez KO w 2 rundzie
- Walka w kategorii lekkiej:  Francisco Trinaldo –  Leandro Silva

Zwycięstwo Trinaldo przez jednogłośną decyzję sędziów
- Walka w kategorii półśredniej:  Paulo Thiago –  Sean Spencer

Zwycięstwo Spencera przez jednogłośną decyzję sędziów
- Walka w kategorii koguciej:  Rani Yahya –  Johnny Bedford

Zwycięstwo Yahyi przez poddanie w 2 rundzie

Nagrody bonusowe:
- Walka wieczoru →  Gleison Tibau –  Piotr Hallmann
- Występ wieczoru →  Godofredo Pepey oraz  Andrej Arłouski

### UFC 179
Walka Wieczoru:
- Walka o pas mistrzowski UFC w kategorii piórkowej:  José Aldo –  Chad Mendes

Zwycięstwo Aldo przez jednogłośna decyzję sędziów

Karta Główna:
- Walka w kategorii półciężkiej:  Glover Teixeira –  Phil Davis

Zwycięstwo Davisa przez jednogłośną decyzję sędziów
- Walka w kategorii półciężkiej:  Fábio Maldonado –  Hans Stringer

Zwycięstwo Maldonado przez TKO w 2 rundzie
- Walka w kategorii piórkowej:  Lucas Martins –  Darren Elkins

Zwycięstwo Elkinsa przez niejednogłośną decyzję sędziów
- Walka w kategorii lekkiej:  Carlos Diego Ferreira –  Beneil Dariush

Zwycięstwo Dariusha przez jednogłośną decyzję sedziów

Karta Wstępna:
- Walka w kategorii półśredniej:  William Macário –  Neil Magny

Zwycięstwo Magny'ego przez TKO w 3 rundzie
- Walka w kategorii lekkiej:  Yan Cabral –  Naoyuki Kotani

Zwycięstwo Cabrala przez poddanie w 2 rundzie
- Walka w kategorii muszej:  Wilson Reis –  Scott Jorgensen

Zwycięstwo Reisa przez poddanie w 1 rundzie
- Walka w kategorii piórkowej:  Felipe Arantes –  Andre Fili

Zwycięstwo Fili'ego przez jednogłośną decyzję sędziów
- Walka w kategorii lekkiej:  Gilbert Burns –  Christos Giagos

Zwycięstwo Burnsa przez poddanie w 1 rundzie
- Walka w limicie -71 kg:  Fabrício Camões –  Anthony Rocco Martin

Zwycięstwo Martina przez poddanie w 1 rundzie
Nagrody bonusowe:
- Walka wieczoru →  José Aldo –  Chad Mendes
- Występ wieczoru →  Gilbert Burns oraz   Fábio Maldonado

### UFC Fight Night: Shogun vs. St. Preux
Walka Wieczoru:
- Walka w kategorii półciężkiej:  Maurício Rua –  Ovince Saint Preux

Zwycięstwo Saint Preuxa przez KO w 1 rundzie

Karta Główna:
- Walka w kategorii półśredniej:  Warlley Alves –  Alan Jouban

Zwycięstwo Alvesa przez jednogłośną decyzję sędziów
- Walka w kategorii półśredniej:  Claudio Silva –  Leon Edwards

Zwycięstwo Silvy przez niejednogłośną decyzję sędziów
- Walka w kategorii półśredniej:  Jorge de Oliveira –  Dhiego Lima

Zwycięstwo Limy przez jednogłośną decyzję sędziów
- Walka kobiet w kategorii słomkowej:  Juliana Lima –  Nina Ansaroff

Zwycięstwo Limy przez jednogłośną decyzję sędziów

Karta Wstępna:
- Walka w kategorii piórkowej:  Diego Rivas –  Rodolfo Rubio

Zwycięstwo Rivasa przez jednogłośną decyzję sędziów
- Walka w kategorii średniej:  Caio Magalhães –  Trevor Smith

Zwycięstwo Magalhãesa przez KO w 1 rundzie
- Walka w kategorii lekkiej:  Leandro Silva –  Charlie Brenneman

Zwycięstwo Silvy przez poddanie w 1 rundzie
- Walka w kategorii koguciej:  Thomas Almeida –  Tim Gorman

Zwycięstwo Almeidy przez jednogłośną decyzję sędziów
- Walka w kategorii półśredniej:  Wagner Silva –  Colby Covington

Zwycięstwo Covingtona przez poddanie w 3 rundzie

Nagrody bonusowe:
- Walka wieczoru →  Thomas Almeida –  Tim Gorman
- Występ wieczoru →  Leandro Silva oraz  Ovince Saint Preux

### UFC Fight Night: Machida vs. Dollaway
Walka Wieczoru:
- Walka w kategorii średniej:  Lyoto Machida –  C. B. Dollaway

Zwycięstwo Machidy przez TKO w 1 rundzie

Karta Główna:
- Walka w kategorii koguciej:  Renan Barão –  Mitch Gagnon

Zwycięstwo Barão przez poddanie w 3 rundzie
- Walka w kategorii półciężkiej:  Antônio Carlos Júnior –  Patrick Cummins

Zwycięstwo Cumminsa przez jednogłośną decyzję sędziów
- Walka w kategorii lekkiej:  Elias Silvério –  Raszyd Magomiedow

Zwycięstwo Magomiedowa przez TKO w 3 rundzie
- Walka w kategorii półśredniej:  Erick Silva –  Mike Rhodes

Zwycięstwo Silvy przez poddanie w 1 rundzie
- Walka w kategorii średniej:  Antônio dos Santos Jr. –  Daniel Sarafian

Zwycięstwo Sarafiana przez TKO w 2 rundzie

Karta Wstępna:
- Walka w kategorii półciężkiej:  Marcos Rogério de Lima –  Igor Pokrajac

Zwycięstwo Limy przez TKO w 1 rundzie
- Walka w kategorii piórkowej:  Renato Moicano –  Tom Niinimäki

Zwycięstwo Moicano przez poddanie w 2 rundzie
- Walka w kategorii piórkowej:  Hacran Dias –  Darren Elkins

Zwycięstwo Diasa przez jednogłośną decyzję sędziów
- Walka w kategorii koguciej:  Leandro Issa –  Ulka Sasaki

Zwycięstwo Issy przez poddanie w 2 rundzie
- Walka w kategorii półśredniej:  Márcio Alexandre Jr. –  Tim Means

Zwycięstwo Meansa przez niejednogłośną decyzję sędziów
- Walka w kategorii średniej:  Vitor Miranda –  Jake Collier

Zwycięstwo Mirandy przez KO w 1 rundzie

Nagrody bonusowe:
- Występ wieczoru →  Renan Barão,  Lyoto Machida,  Vitor Miranda oraz  Erick Silva

### UFC Fight Night: Bigfoot vs. Mir
Walka Wieczoru:
- Walka w kategorii ciężkiej:  Antônio Silva –  Frank Mir

Zwycięstwo Mira przez KO w 1 rundzie

Karta Główna:
- Walka w kategorii lekkiej:  Edson Barboza –  Michael Johnson

Zwycięstwo Johnsona przez jednogłośną decyzję sędziów
- Walka w kategorii średniej:  Cezar Ferreira –  Sam Alvey

Zwycięstwo Alveya przez KO w 1 rundzie
- Walka w kategorii lekkiej:  Adriano Martins –  Rustam Chabiłow

Zwycięstwo Martinsa przez niejednogłośną decyzję sędziów
- Walka w kategorii koguciej:  Iuri Alcântara –  Frankie Saenz

Zwycięstwo Alcântary przez jednogłośną decyzję sędziów
- Walka w kategorii półśredniej:  Santiago Ponzinibbio –  Sean Strickland

Zwycięstwo Ponzinibbio przez jednogłośną decyzję sędziów

Karta Wstępna:
- Walka kobiet w kategorii koguciej:  Jéssica Andrade –  Marion Reneau

Zwycięstwo Reneau przez poddanie w 1 rundzie
- Walka w kategorii półśredniej:  William Macário –  Matt Dwyer

Zwycięstwo Dwyera przez KO w 1 rundzie
- Walka w kategorii piórkowej:  Tiago Trator –  Mike De La Torre

Zwycięstwo De La Torre przez TKO w 1 rundzie
- Walka w kategorii koguciej:  Douglas Silva de Andrade –  Cody Gibson

Zwycięstwo Andrade przez jednogłośną decyzję sędziów
- Walka w kategorii lekkiej:  Ivan Jorge –  Josh Shockley

Zwycięstwo Jorge przez jednogłośną decyzję sędziów

Nagrody bonusowe:
- Występ wieczoru →  Matt Dwyer,  Sam Alvey,  Frank Mir oraz  Marion Reneau

### UFC Fight Night: Maia vs. LaFlare
Walka Wieczoru:
- Walka w kategorii półśredniej:  Demian Maia –  Ryan LaFlare

Zwycięstwo Maii przez jednogłośną decyzję sędziów

Karta Główna:
- Walka w kategorii półśredniej:  Erick Silva –  Josh Koscheck

Zwycięstwo Silvy przez poddanie w 1 rundzie
- Walka w kategorii lekkiej:  Leonardo Santos –  Anthony Rocco Martin

Zwycięstwo Santosa przez poddanie w 2 rundzie
- Walka kobiet w kategorii koguciej:  Amanda Nunes –  Shayna Baszler

Zwycięstwo Nunes przez TKO w 1 rundzie
- Walka w kategorii lekkiej:  Gilbert Burns –  Alex Oliveira

Zwycięstwo Burnsa przez poddanie w 3 rundzie
- Walka w kategorii piórkowej:  Godofredo Pepey –  Andre Fili

Zwycięstwo Pepeya przez poddanie w 1 rundzie

Karta Wstępna:
- Walka w kategorii lekkiej:  Francisco Trinaldo –  Akbarh Arreola

Zwycięstwo Trinaldo przez jednogłośną decyzję sędziów
- Walka w kategorii piórkowej:  Edimilson Souza –  Katsunori Kikuno

Zwycięstwo Souzy przez KO w 1 rundzie
- Walka w kategorii lekkiej:  Leandro Silva –  Drew Dober

No Contest (pierwotnie zwycięstwo Silvy przez poddanie w 2 rundzie, Wynik zmieniony na NC przez CABMMA, ponieważ sędzia błędnie przerwał walkę)
- Walka w kategorii lekkiej:  Leonardo Mafra –  Cain Carrizosa

Zwycięstwo Mafry przez jednogłośną decyzję sędziów
- Walka w kategorii lekkiej:  Jorge de Oliveira –  Christos Giagos

Zwycięstwo Giagosa przez poddanie w 1 rundzie
- Walka w kategorii muszej:  Bentley Syler –  Fredy Serrano

Zwycięstwo Serrano przez KO w 3 rundzie

Nagrody bonusowe:
- Występ wieczoru →  Gilbert Burns,  Godofredo Pepey,  Edimilson Souza oraz  Fredy Serrano

### UFC Fight Night: Condit vs. Alves
Walka Wieczoru:
- Walka w kategorii półśredniej:  Carlos Condit –  Thiago Alves

Zwycięstwo Condita przez TKO w 2 rundzie

Karta Główna:
- Walka w kategorii piórkowej:  Charles Oliveira –  Nik Lentz

Zwycięstwo Oliveiry przez poddanie w 3 rundzie
- Walka w kategorii półśredniej:  Alex Oliveira –  KJ Noons

Zwycięstwo Oliveiry przez poddanie w 1 rundzie
- Walka w kategorii półciężkiej:  Francimar Barroso –  Ryan Jimmo

Zwycięstwo Barroso przez jednogłośną decyzję sędziów
- Walka w kategorii lekkiej:  Francisco Trinaldo –  Norman Parke

Zwycięstwo Trinaldo przez niejednogłośną decyzję sędziów
- Walka w kategorii półśredniej:  Wendell Oliveira –  Darren Till

Zwycięstwo Tilla przez KO w 2 rundzie

Karta Wstępna:
- Walka w kategorii piórkowej:  Rony Jason –  Damon Jackson

No Contest
- Walka w kategorii muszej:  Jussier Formiga –  Wilson Reis

Zwycięstwo Formigi przez jednogłośną decyzję sedziów
- Walka w kategorii półśredniej:  Elizeu Zaleski dos Santos –  Nicolas Dalby

Zwycięstwo Dalby'ego przez niejednogłośną decyzję sędziów
- Walka w kategorii piórkowej:  Mirsad Bektić –  Lucas Martins

Zwycięstwo Bekticia przez TKO w 2 rundzie
- Walka kobiet w kategorii słomkowej:  Ericka Almeida –  Juliana Lima

Zwycięstwo Limy przez jednogłośną decyzję sędziów
- Walka w kategorii półśredniej:  Luiz Dutra Jr. –  Tom Breese

Zwycięstwo Breese przez TKO w 1 rundzie

Nagrody bonusowe:
- Walka wieczoru →  Charles Oliveira –  Nik Lentz
- Występ wieczoru →  Rony Jason oraz  Charles Oliveira

### UFC 190
Walka Wieczoru:
- Walka o pas mistrzyni UFC w kategorii koguciej:  Ronda Rousey –  Bethe Correia

Zwycięstwo Rousey przez KO w 1 rundzie

Karta Główna:
- Walka w kategorii półciężkiej:  Antônio Rogério Nogueira –  Maurício Rua

Zwycięstwo Ruy przez jednogłośną decyzję sędziów
- Walka finałowa TUF Brazil w kategorii lekkiej:  Fernando Bruno –  Glaico França

Zwycięstwo Françy przez poddanie w 3 rundzie
- Walka finałowa TUF Brazil w kategorii koguciej:  Dileno Lopes –  Reginaldo Vieira

Zwycięstwo Vieiry przez jednogłośną decyzję sędziów
- Walka w kategorii ciężkiej:  Antônio Rodrigo Nogueira –  Stefan Struve

Zwycięstwo Struve'a przez jednogłośną decyzję sędziów
- Walka w kategorii ciężkiej:  Soa Palelei –  Antônio Silva

Zwycięstwo Silvy przez TKO w 2 rundzie
- Walka kobiet w kategorii słomkowej:  Cláudia Gadelha –  Jessica Aguilar

Zwycięstwo Gadelhi przez jednogłośną decyzję sędziów

Karta Wstępna:
- Walka w kategorii półśredniej:  Demian Maia –  Neil Magny

Zwycięstwo Maii przez poddanie w 2 rundzie
- Walka w kategorii półciężkiej:  Rafael Cavalcante – Patrick Cummins

Zwycięstwo Cumminsa przez TKO w 3 rundzie
- Walka w kategorii półśredniej:  Warlley Alves –  Nordine Taleb

Zwycięstwo Alvesa przez poddanie w 2 rundzie
- Walka w kategorii koguciej:  Iuri Alcântara –  Leandro Issa

Zwycięstwo Alcântary przez jednogłośną decyzję sędziów
- Walka w kategorii średniej:  Vitor Miranda –  Clint Hester

Zwycięstwo Mirandy przez TKO w 2 rundzie
- Walka w kategorii koguciej:  Guido Cannetti –  Hugo Viana

Zwycięstwo Cannetti'ego przez jednogłośną decyzję sędziów

Nagrody bonusowe:
- Walka wieczoru →  Antônio Rogério Nogueira –  Maurício Rua
- Występ wieczoru →  Demian Maia oraz  Ronda Rousey

### UFC Fight Night: Belfort vs. Henderson 3
Walka Wieczoru:
- Walka w kategorii średniej:  Vitor Belfort –  Dan Henderson

Zwycięstwo Belforta przez KO w 1 rundzie

Karta Główna:
- Walka w kategorii półciężkiej:  Glover Teixeira –  Patrick Cummins

Zwycięstwo Teixeiry przez TKO w 2 rundzie
- Walka w kategorii koguciej:  Thomas Almeida –  Anthony Birchak

Zwycięstwo Almeidy przez KO w 1 rundzie
- Walka w kategorii lekkiej:  Alex Oliveira –  Piotr Hallmann

Zwycięstwo Oliveiry przez KO w 3 rundzie
- Walka w kategorii lekkiej:  Gilbert Burns –  Raszyd Magomiedow

Zwycięstwo Magomiedowa przez jednogłośną decyzję sędziów
- Walka w kategorii półciężkiej:  Fábio Maldonado –  Corey Anderson

Zwycięstwo Andersona przez jednogłośną decyzję sędziów

Karta Wstępna:
- Walka w kategorii lekkiej:  Gleison Tibau –  Abel Trujillo

Zwycięstwo Trujillo przez dyskwalfikację w 1 rundzie
- Walka w kategorii lekkiej:  Yan Cabral –  Johnny Case

Zwycięstwo Case'a przez jednogłośną decyzję sędziów
- Walka w kategorii piórkowej:  Thiago Tavares –  Clay Guida

Zwycięstwo Tavaresa przez poddanie w 1 rundzie
- Walka w kategorii piórkowej:  Edimilson Souza –  Chas Skelly

Zwycięstwo Skelly'ego przez poddanie w 2 rundzie
- Walka w kategorii półśredniej:  Viscardi Andrade –  Gasan Umałatow

Zwycięstwo Andrade przez jednogłośną decyzję sędziów
- Walka w kategorii koguciej:  Pedro Munhoz –  Jimmie Rivera

Zwycięstwo Rivery przez niejednogłośną decyzję sędziów
- Walka w kategorii koguciej:  Matheus Nicolau –  Bruno Rodrigues Mesquita

Zwycięstwo Nicolaua przez poddanie w 3 rundzie
Nagrody bonusowe:
- Występ wieczoru →  Thomas Almeida,  Vitor Belfort,  Alex Oliveira oraz  Thiago Tavares

### UFC 198
Walka Wieczoru:
- Walka o pas mistrzowski UFC w kategorii ciężkiej:  Fabrício Werdum –  Stipe Miocic

Zwycięstwo Miocicia przez KO w 1 rundzie

Karta Główna:
- Walka w kategorii średniej:  Vitor Belfort –  Ronaldo Souza

Zwycięstwo Souzy przez TKO w 1 rundzie
- Walka kobiet w limicie -63 kg:  Cris Cyborg –  Leslie Smith

Zwycięstwo Cyborg przez TKO w 1 rundzie
- Walka w kategorii półciężkiej:  Maurício Rua –  Corey Anderson

Zwycięstwo Ruy przez niejednogłośną decyzję sędziów
- Walka w kategorii półśredniej:  Warlley Alves –  Bryan Barberena

Zwycięstwo Barbereny przez jednogłośną decyzję sędziów

Karta Wstępna:
- Walka w kategorii półśredniej:  Demian Maia –  Matt Brown

Zwycięstwo Maii przez poddanie w 3 rundzie
- Walka w kategorii średniej:  Thiago Santos –  Nate Marquardt

Zwycięstwo Santosa przez KO w 1 rundzie
- Walka w kategorii lekkiej:  Francisco Trinaldo –  Yancy Medeiros

Zwycięstwo Trinaldo przez jednogłośną decyzję sędziów
- Walka w kategorii koguciej:  John Lineker –  Rob Font

Zwycięstwo Linekera przez jednogłośną decyzję sędziów
- Walka w kategorii półciężkiej:  Antônio Rogério Nogueira –  Patrick Cummins

Zwycięstwo Nogueiry przez TKO w 1 rundzie
- Walka w kategorii półśredniej:  Luan Chagas –  Sérgio Moraes

Remis niejednogłośny
- Walka w kategorii piórkowej:  Renato Moicano –  Zubaira Tukhugov

Zwycięstwo Moicano przez niejednogłośną decyzję sędziów

Nagrody bonusowe:
- Walka wieczoru →  Francisco Trinaldo –  Yancy Medeiros
- Występ wieczoru →  Ronaldo Souza oraz  Stipe Miocic

### UFC Fight Night: Cyborg vs. Lansberg
Walka Wieczoru:
- Walka kobiet w limicie -63 kg:  Cris Cyborg –  Lina Länsberg

Zwycięstwo Cyborg przez TKO w 2 rundzie

Karta Główna:
- Walka w kategorii piórkowej:  Renan Barão –  Phillipe Nover

Zwycięstwo Barão przez jednogłośną decyzję sędziów
- Walka w kategorii ciężkiej:  Antônio Silva –  Roy Nelson

Zwycięstwo Nelsona przez KO w 2 rundzie
- Walka w kategorii lekkiej:  Francisco Trinaldo –  Paul Felder

Zwycięstwo Trinaldo przez TKO w 3 rundzie
- Walka w kategorii średniej:  Thiago Santos –  Eric Spicely

Zwycięstwo Spicely'ego przez poddanie w 1 rundzie
- Walka w kategorii piórkowej:  Godofredo Pepey –  Mike De La Torre

Zwycięstwo Pepeya przez poddanie w 1 rundzie

Karta Wstępna:
- Walka w limicie -71 kg:  Gilbert Burns –  Michel Prazeres

Zwycięstwo Prazeresa przez jednogłośną decyzję sędziów
- Walka w kategorii koguciej:  Rani Yahya –  Michinori Tanaka

Zwycięstwo Yahyi przez jednogłośną decyzję sędziów
- Walka w kategorii muszej:  Jussier Formiga –  Dustin Ortiz

Zwycięstwo Formigi przez jednogłośną decyzję sędziów
- Walka w kategorii półśredniej:  Luan Chagas –  Erick Silva

Zwycięstwo Silvy przez poddanie w 3 rundzie
- Walka w kategorii lekkiej:  Alan Patrick Silva Alves –  Steven Ray

Zwycięstwo Silvy Alvesa przez jednogłośną decyzję sędziów
- Walka w kategorii półśredniej:  Vicente Luque –  Héctor Urbina

Zwycięstwo Luque przez KO w 1 rundzie
- Walka w kategorii lekkiej:  Glaico França –  Gregor Gillespie

Zwycięstwo Gillespie przez jednogłośną decyzję sędziów

Nagrody bonusowe:
- Walka wieczoru →  Luan Chagas –  Erick Silva
- Występ wieczoru →  Vicente Luque oraz  Eric Spicely

### UFC Fight Night: Bader vs. Nogueira 2
Walka Wieczoru:
- Walka w kategorii półciężkiej:  Ryan Bader –  Antônio Rogério Nogueira

Zwycięstwo Badera przez TKO w 3 rundzie

Karta Główna:
- Walka w kategorii koguciej:  Thomas Almeida –  Albert Morales

Zwycięstwo Almeidy przez TKO w 2 rundzie
- Walka kobiet w kategorii słomkowej:  Cláudia Gadelha –  Cortney Casey

Zwycięstwo Gadelhi przez jednogłośną decyzję sędziów
- Walka w kategorii średniej:  Thales Leites –  Krzysztof Jotko

Zwycięstwo Jotki przez jednogłośną decyzję sędziów
- Walka w kategorii półśredniej:  Warlley Alves –  Kamaru Usman

Zwycięstwo Usmana przez jednogłośną decyzję sędziów
- Walka w kategorii półśredniej:  Sérgio Moraes –  Zak Ottow

Zwycięstwo Moreaesa przez niejednogłośną decyzję sędziów

Karta Wstępna:
- Walka w kategorii średniej:  Cezar Ferreira –  Jack Hermansson

Zwycięstwo Ferreiry przez poddanie w 2 rundzie
- Walka w kategorii półciężkiej:  Marcos Rogério de Lima – Gadżymurad Antigułow

Zwycięstwo Antigułowa przez poddanie w 1 rundzie
- Walka w kategorii koguciej:  Manny Gamburyan –  Johnny Eduardo

Zwycięstwo Eduardo przez TKO w 2 rundzie
- Walka w kategorii ciężkiej:  Luis Henrique –  Christian Colombo

Zwycięstwo Henrique przez poddanie w 3 rundzie
- Walka w kategorii koguciej:  Pedro Munhoz –  Justin Scoggins

Zwycięstwo Munhoza przez poddanie w 2 rundzie
- Walka w kategorii półciężkiej:  Francimar Barroso –  Darren Stewart

No Contest

Nagrody bonusowe:
- Występ wieczoru →  Thomas Almeida,  Cezar Ferreira,  Pedro Munhoz oraz Gadżymurad Antigułow

### UFC Fight Night: Belfort vs. Gastelum
Walka Wieczoru:
- Walka w kategorii :  Vitor Belfort –  Kelvin Gastelum

No Contest

Karta Główna:
- Walka w kategorii półciężkiej:  Maurício Rua –  Gian Villante

Zwycięstwo Ruy przez TKO w 3 rundzie
- Walka w kategorii lekkiej:  Edson Barboza –  Beneil Dariush

Zwycięstwo Barbozy przez KO w 2 rundzie
- Walka w kategorii muszej:  Jussier Formiga –  Ray Borg

Zwycięstwo Borga przez jednogłośną decyzję sędziów
- Walka kobiet w kategorii koguciej:  Bethe Correia – Marion Reneau

Remis większościowy
- Walka w kategorii półśredniej:  Alex Oliveira –  Tim Means

Zwycięstwo Oliveiry przez poddanie w 2 rundzie

Karta Wstępna:
- Walka w kategorii lekkiej:  Francisco Trinaldo –  Kevin Lee

Zwycięstwo Lee przez poddanie w 2 rundzie
- Walka w kategorii półśredniej:  Sérgio Moraes –  Davi Ramos

Zwycięstwo Moraesa przez jednogłośną decyzję sędziów
- Walka w kategorii koguciej:  Rani Yahya –  Joe Soto

Zwycięstwo Soto przez jednogłośną decyzję sędziów
- Walka w kategorii lekkiej:  Michel Prazeres –  Josh Burkman

Zwycięstwo Prazeresa przez poddanie w 1 rundzie
- Walka w kategorii piórkowej:  Rony Jason –  Jeremy Kennedy

Zwycięstwo Kennedy'ego przez jednogłośną decyzję sędziów
- Walka w kategorii średniej:  Paulo Costa –  Garreth McLellan

Zwycięstwo Costy przez TKO w 1 rundzie

Nagrody bonusowe:
- Występ wieczoru →  Edson Barboza,  Paulo Costa,  Michel Prazeres oraz  Kelvin Gastelum

### UFC 212
Walka Wieczoru:
- Walka o pas mistrzowski UFC w kategorii piórkowej:  José Aldo –  Max Holloway

Zwycięstwo Hollowaya przez TKO w 3 rundzie

Karta Główna:
- Walka kobiet w kategorii słomkowej:  Cláudia Gadelha –  Karolina Kowalkiewicz-Zaborowska

Zwycięstwo Gadelhi przez poddanie w 1 rundzie
- Walka w kategorii średniej:  Vitor Belfort –  Nate Marquardt

Zwycięstwo Belforta przez jednogłośną decyzję sędziów
- Walka w kategorii średniej:  Paulo Costa –  Oluwale Bamgbose

Zwycięstwo Costy przez TKO w 2 rundzie
- Walka w kategorii półśredniej:  Erick Silva –  Yancy Medeiros

Zwycięstwo Medeirosa przez TKO w 2 rundzie
Karta Wstępna:
- Walka w kategorii koguciej:  Raphael Assunção –  Marlon Moraes

Zwycięstwo Assunção przez niejednogłośną decyzję sędziów
- Walka w kategorii średniej:  Antônio Carlos Júnior –  Eric Spicely

Zwycięstwo Carlosa Juniora przez poddanie w 2 rundzie
- Walka w kategorii koguciej:  Johnny Eduardo –  Matthew Lopez

Zwycięstwo Lopeza przez TKO w 1 rundzie
- Walka w kategorii koguciej:  Iuri Alcântara –  Brian Kelleher

Zwycięstwo Kellehera przez poddanie w 1 rundzie
- Walka kobiet w kategorii słomkowej:  Viviane Pereira –  Jamie Moyle

Zwycięstwo Pereiry przez jednogłośną decyzję sędziów
- Walka w kategorii półśredniej:  Luan Chagas –  Jim Wallhead

Zwycięstwo Chagasa przez poddanie w 2 rundzie
- Walka w kategorii muszej:  Deiveson Figueiredo –  Marco Beltran

Zwycięstwo Figueiredo przez TKO w 2 rundzie

Nagrody bonusowe:
- Walka wieczoru →  José Aldo –  Max Holloway
- Występ wieczoru →  Cláudia Gadelha oraz  Brian Kelleher

### UFC Fight Night: Brunson vs. Machida
Walka Wieczoru:
- Walka w kategorii średniej:  Lyoto Machida –  Derek Brunson

Zwycięstwo Brunsona przez KO w 1 rundzie

Karta Główna:
- Walka w kategorii półśredniej:  Demian Maia –  Colby Covington

Zwycięstwo Covingtona przez jednogłośną decyzję sędziów
- Walka w kategorii koguciej:  Pedro Munhoz –  Rob Font

Zwycięstwo Munhoza przez poddanie w 1 rundzie
- Walka w kategorii lekkiej:  Francisco Trinaldo –  Jim Miller

Zwycięstwo Trinaldo przez jednogłośną decyzję sędziów
- Walka w kategorii średniej:  Thiago Santos –  Jack Hermansson

Zwycięstwo Santosa przez TKO w 1 rundzie
- Walka w kategorii koguciej:  John Lineker –  Marlon Vera

Zwycięstwo Linekera przez jednogłośną decyzję sędziów
Karta Wstępna:
- Walka w kategorii półśredniej:  Vicente Luque –  Niko Price

Zwycięstwo Luque przez poddanie w 2 rundzie
- Walka w kategorii średniej:  Antônio Carlos Júnior –  Jack Marshman

Zwycięstwo Carlosa Juniora przez poddanie w 1 rundzie
- Walka w kategorii lekkiej:  Hacran Dias –  Jared Gordon

Zwycięstwo Gordona przez jednogłośną decyzję sędziów
- Walka w kategorii półśredniej:  Elizeu Zaleski dos Santos –  Max Griffin

Zwycięstwo dos Santosa przez jednogłośną decyzję sędziów
- Walka w kategorii muszej:  Deiveson Figueiredo –  Jarred Brooks

Zwycięstwo Figueiredo przez niejednogłośną decyzję sędziów
- Walka w kategorii ciężkiej:  Marcelo Golm –  Christian Colombo

Zwycięstwo Golma przez poddanie w 1 rundzie

Nagrody bonusowe:
- Walka wieczoru →  Elizeu Zaleski dos Santos –  Max Griffin
- Występ wieczoru →  Pedro Munhoz oraz  Derek Brunson

### UFC Fight Night: Machida vs. Anders
Walka Wieczoru:
- Walka w kategorii średniej:  Lyoto Machida –  Eryk Anders

Zwycięstwo Machidy przez niejednogłośną decyzję sędziów

Karta Główna:
- Walka kobiet w kategorii muszej:  Priscila Cachoeira –  Walentina Szewczenko

Zwycięstwo Szewczenko przez poddanie w 2 rundzie
- Walka w limicie -73 kg:  Michel Prazeres –  Desmond Green

Zwycięstwo Prazeresa przez jednogłośną decyzję sędziów
- Walka w kategorii ciężkiej:  Marcelo Golm –  Timothy Johnson

Zwycięstwo Johnsona przez jednogłośną decyzję sędziów
- Walka w kategorii koguciej:  Douglas Silva de Andrade –  Marlon Vera

Zwycięstwo de Andrade przez jednogłośną decyzję sędziów
- Walka w kategorii średniej:  Thiago Santos –  Anthony Smith

Zwycięstwo Santosa przez TKO w 2 rundzie

Karta Wstępna:
- Walka w kategorii półśredniej:  Sérgio Moraes –  Tim Means

Zwycięstwo Moraesa przez niejednogłośną decyzję sędziów
- Walka w kategorii lekkiej:  Damir Hadžović –  Alan Patrick Silva Alves

Zwycięstwo  Alvesa przez jednogłośną decyzję sędziów
- Walka kobiet w kategorii słomkowej:  Polyana Viana –  Maia Kahaunaele

Zwycięstwo Viany przez poddanie w 1 rundzie
- Walka w kategorii koguciej:  Iuri Alcântara –  Joe Soto

Zwycięstwo Alcântary przez TKO w 1 rundzie
- Walka w kategorii muszej:  Deiveson Figueiredo –  Joseph Morales

Zwycięstwo Figueiredo przez TKO w 2 rundzie

Nagrody bonusowe:
- Walka wieczoru →  Thiago Santos –  Anthony Smith
- Występ wieczoru →  Iuri Alcântara oraz  Walentina Szewczenko

### UFC 224
Walka Wieczoru:
- Walka o pas mistrzyni UFC w kategorii koguciej:  Amanda Nunes –  Raquel Pennington

Zwycięstwo Nunes przez TKO w 5 rundzie

Karta Główna:
- Walka w kategorii średniej:  Ronaldo Souza –  Kelvin Gastelum

Zwycięstwo Gasteluma przez niejednogłośną decyzję sędziów
- Walka kobiet w limicie -55 kg:  Amanda Cooper –  Mackenzie Dern

Zwycięstwo Dern przez poddanie w 1 rundzie
- Walka w kategorii koguciej:  John Lineker –  Brian Kelleher

Zwycięstwo Linekera przez KO w 3 rundzie
- Walka w kategorii średniej:  Vitor Belfort –  Lyoto Machida

Zwycięstwo Machidy przez KO w 2 rundzie
Karta Wstępna:
- Walka w kategorii średniej:  Cezar Ferreira –  Karl Roberson

Zwycięstwo Ferreiry przez poddanie w 1 rundzie
- Walka w kategorii ciężkiej:  Júnior Albini –  Aleksiej Olejnik

Zwycięstwo Olejnika przez poddanie w 1 rundzie
- Walka w kategorii lekkiej:  Davi Ramos –  Nick Hein

Zwycięstwo Ramosa przez poddanie w 1 rundzie
- Walka w kategorii półśredniej:  Elizeu Zaleski dos Santos –  Sean Strickland

Zwycięstwo dos Santosa przez KO w 1 rundzie
- Walka w kategorii półśredniej:  Warlley Alves –  Sultan Aliev

Zwycięstwo Alvesa przez TKO w 2 rundzie
- Walka w kategorii średniej:  Thales Leites –  Jack Hermansson

Zwycięstwo Hermanssona przez TKO w 3 rundzie
- Walka w kategorii półśredniej:  Alberto Mina –  Ramazan Emiejew

Zwycięstwo Emiejewa przez jednogłośną decyzję sędziów
- Walka w kategorii średniej:  Markus Perez –  James Bochnovic

Zwycięstwo Pereza przez poddanie w 1 rundzie

Nagrody bonusowe:
- Walka wieczoru →  Ronaldo Souza –  Kelvin Gastelum
- Występ wieczoru →  Lyoto Machida oraz  Aleksiej Olejnik

### UFC Fight Night: Maia vs. Usman
Walka Wieczoru:
- Walka w kategorii półśredniej:  Demian Maia –  Kamaru Usman

Zwycięstwo Usmana przez jednogłośną decyzję sędziów

Karta Główna:
- Walka kobiet w kategorii słomkowej:  Alexa Grasso –  Tatiana Suarez

Zwycięstwo Suarez przez poddanie w 1 rundzie
- Walka w kategorii półciężkiej:  Jared Cannonier –  Dominick Reyes

Zwycięstwo Reyesa przez TKO w 1 rundzie
- Walka w kategorii koguciej:  Guido Cannetti –  Diego Rivas

Zwycięstwo Cannetti'ego przez jednogłośną decyzję sędziów
- Walka kobiet w kategorii muszej:  Andrea Lee –  Veronica Hardy

Zwycięstwo
- Walka w kategorii półśredniej:  Michel Prazeres –  Zak Cummings

Zwycięstwo Prezeresa przez niejednogłośną decyzję sędziów

Karta Wstępna:
- Walka w kategorii muszej:  Alexandre Pantoja –  Brandon Moreno

Zwycięstwo Pantoji przez jednogłośną decyzję sędziów
- Walka kobiet w kategorii słomkowej:  Poliana Botelho –  Syuri Kondo

Zwycięstwo Botelho przez TKO w 1 rundzie
- Walka w kategorii piórkowej:  Humberto Bandenay –  Gabriel Benítez

Zwycięstwo Beniteza przez KO w 1 rundzie
- Walka w kategorii piórkowej:  Enrique Barzola –  Brandon Davis

Zwycięstwo Barzoli przez jednogłośną decyzję sędziów
- Walka w kategorii koguciej:  Henry Briones –  Frankie Saenz

Zwycięstwo Saenza przez jednogłośną decyzję sędziów
- Walka w kategorii lekkiej:  Felipe Silva –  Claudio Puelles

Zwycięstwo Puellesa przez poddanie w 3 rundzie
Nagrody bonusowe:
- Walka wieczoru →  Andrea Lee –  Veronica Hardy
- Występ wieczoru →  Gabriel Benítez oraz  Claudio Puelles

### UFC Fight Night: Santos vs. Anders
Walka Wieczoru:
- Walka w kategorii półciężkiej:  Thiago Santos –  Eryk Anders

Zwycięstwo Santosa przez TKO w 3 rundzie

Karta Główna:
- Walka w kategorii półśredniej:  Alex Oliveira –  Carlo Pedersoli Jr.

Zwycięstwo Oliveiry przez KO w 1 rundzie
- Walka w kategorii półciężkiej:  Antônio Rogério Nogueira –  Sam Alvey

Zwycięstwo Nogueiry przez TKO w 2 rundzie
- Walka w limicie -64 kg:  Renan Barão –  Andre Ewell

Zwycięstwo Ewella przez niejednogłośną decyzję sędziów
- Walka kobiet w kategorii słomkowej:  Marina Rodriguez –  Randa Markos

Remis większościowy

Karta Wstępna:
- Walka w kategorii lekkiej:  Charles Oliveira –  Christos Giagos

Zwycięstwo Oliveiry przez poddanie w 2 rundzie
- Walka w kategorii lekkiej:  Francisco Trinaldo –  Evan Dunham

Zwycięstwo Trinaldo przez KO w 2 rundzie
- Walka w kategorii półciężkiej:  Luis Henrique –  Ryan Spann

Zwycięstwo Spanna przez jednogłośną decyzję sędziów
- Walka w kategorii ciężkiej:  Augusto Sakai –  Chase Sherman

Zwycięstwo Sakaia przez TKO w 3 rundzie
- Walka w kategorii półśredniej:  Sérgio Moraes –  Ben Saunders

Zwycięstwo Moraesa przez poddanie w 2 rundzie
- Walka kobiet w kategorii muszej:  Mayra Bueno Silva –  Gillian Robertson

Zwycięstwo Silvy przez poddanie w 1 rundzie
- Walka w kategorii średniej:  Thales Leites  –  Hector Lombard

Zwycięstwo Leitesa przez jednogłośną decyzję sędziów
- Walka w kategorii półśredniej:  Elizeu Zaleski dos Santos –  Luigi Vendramini

Zwycięstwo dos Santosa przez KO w 2 rundzie
- Walka kobiet w kategorii słomkowej:  Alex Chambers –  Lívia Renata Souza

Zwycięstwo Souzy przez poddanie w 1 rundzie

Nagrody bonusowe:
- Walka wieczoru →  Thiago Santos –  Eryk Anders
- Występ wieczoru →  Antônio Rogério Nogueira oraz  Charles Oliveira

### UFC Fight Night: Magny vs. Ponzinibbio
Walka Wieczoru:
- Walka w kategorii :  Neil Magny –  Santiago Ponzinibbio

Zwycięstwo Ponzinibbio przez KO w 4 rundzie

Karta Główna:
- Walka w kategorii piórkowej:  Darren Elkins –  Ricardo Lamas

Zwycięstwo Lamasa przez TKO w 3 rundzie
- Walka w kategorii półciężkiej:  Johnny Walker –  Khalil Rountree Jr.

Zwycięstwo Walkera przez KO w 1 rundzie
- Walka w kategorii średniej:  Cezar Ferreira –  Ian Heinisch

Zwycięstwo Heinischa przez jednogłośną decyzję sędziów
- Walka w kategorii koguciej:  Guido Cannetti –  Marlon Vera

Zwycięstwo Very przez poddanie w 2 rundzie
- Walka kobiet w kategorii słomkowej:  Poliana Botelho –  Cynthia Calvillo

Zwycięstwo Calvillo przez poddanie w 1 rundzie

Karta Wstępna:
- Walka w kategorii półśredniej:  Michel Prazeres –  Bartosz Fabiński

Zwycięstwo Prazeresa przez poddanie w 1 rundzie
- Walka w kategorii muszej:  Alexandre Pantoja –  Ulka Sasaki

Zwycięstwo Pantoji przez poddanie w 1 rundzie
- Walka w kategorii piórkowej:  Humberto Bandenay –  Austin Arnett

Zwycięstwo Arnetta przez jednogłośną decyzję sędziów
- Walka w kategorii półśredniej:  Laureano Staropoli –  Hector Aldana

Zwycięstwo Starapoli'ego przez jednogłośną decyzję sędziów
- Walka w kategorii lekkiej:  Jesus Pinedo –  Devin Powell

Zwycięstwo Pinedo przez jednogłośną decyzję sędziów
- Walka w kategorii piórkowej:  Anderson dos Santos –  Nad Narimani

Zwycięstwo Narimani'ego przez jednogłośną decyzję sędziów

Nagrody bonusowe:
- Walka wieczoru →  Laureano Staropoli –  Hector Aldana
- Występ wieczoru →  Santiago Ponzinibbio oraz  Johnny Walker

### UFC on ESPN+ 2: Assunção vs. Moraes 2
Walka Wieczoru:
- Walka w kategorii koguciej:  Raphael Assunção –  Marlon Moraes

Zwycięstwo Moraesa przez poddanie w 1 rundzie

Karta Główna:
- Walka w kategorii piórkowej:  José Aldo –  Renato Moicano

Zwycięstwo Aldo przez TKO w 2 rundzie
- Walka w kategorii półśredniej:  Demian Maia –  Lyman Good

Zwycięstwo Maii przez poddanie w 1 rundzie
- Walka w kategorii lekkiej:  Charles Oliveira –  David Teymur

Zwycięstwo Oliveiry przez poddanie w 2 rundzie
- Walka w kategorii półciężkiej:  Johnny Walker –  Justin Ledet

Zwycięstwo Walkera przez KO w 1 rundzie
- Walka kobiet w kategorii słomkowej:  Sarah Frota –  Livia Renata Souza

Zwycięstwo Souzy przez niejednogłośną decyzję sędziów

Karta Wstępna:
- Walka w kategorii średniej:  Markus Perez –  Anthony Hernandez

Zwycięstwo Pereza przez poddanie w 2 rundzie
- Walka kobiet w kategorii muszej:  Taila Santos –  Mara Borella

Zwycięstwo Borelli przez niejednogłośną decyzję sędziów
- Walka w kategorii półśredniej:  Thiago Alves  –  Max Griffin

Zwycięstwo Alvesa przez niejednogłośną decyzję sędziów
- Walka w kategorii ciężkiej:  Júnior Albini – Jairzinho Rozenstruik

Zwycięstwo Rozenstruika przez TKO w 2 rundzie
- Walka w kategorii piórkowej:  Felipe Colares –  Geraldo de Freitas

Zwycięstwo Freitasa przez jednogłośną decyzję sędziów
- Walka w kategorii koguciej:  Ricardo Ramos –  Said Nurmagomiedow

Zwycięstwo Nurmagomiedowa przez TKO w 1 rundzie
- Walka w kategorii muszej:  Rogério Bontorin –  Magomied Bibułatow

Zwycięstwo Bontorina przez niejednogłośną decyzję sędziów

Nagrody bonusowe:
- Występ wieczoru →  José Aldo,  Raphael Assunção,  Charles Oliveira oraz  Johnny Walker

### UFC 237
Walka Wieczoru:
- Walka o pas mistrzyni UFC w kategorii słomkowej:  Rose Namajunas –  Jéssica Andrade

Zwycięstwo Andrade przez KO w 2 rundzie

Karta Główna:
- Walka w kategorii średniej:  Anderson Silva –  Jared Cannonier

Zwycięstwo Cannoniera przez TKO w 1 rundzie
- Walka w kategorii piórkowej:  Alexander Volkanovski  –  José Aldo

Zwycięstwo Volkanovski'ego przez jednogłośna decyzję sędziów
- Walka w kategorii półciężkiej:  Laureano Staropoli –  Thiago Alves

Zwycięstwo Staropoli'ego przez jednogłośną decyzję sędziów
- Walka Kobiet w kategorii koguciej:  Bethe Correia –  Irene Aldana

Zwycięstwo Aldany przez poddanie w 3 rundzie

Karta Wstępna:
- Walka w kategorii półciężkiej:  Antônio Rogério Nogueira –  Ryan Spann

Zwycięstwo Spanna przez KO w 1 rundzie
- Walka w kategorii lekkiej:  Thiago Moisés –  Kurt Holobaugh

Zwycięstwo Moisésa przez jednogłośną decyzję sedziów
- Walka w kategorii półśredniej:  Warlley Alves –  Sérgio Moraes

Zwycięstwo Alvesa przez KO w 3 rundzie
- Walka w kategorii lekkiej:  Clay Guida –  B.J. Penn

Zwycięstwo Guidy przez jednogłośną decyzję sędziów
- Walka kobiet w kategorii muszej:  Priscila Cachoeira –  Luana Carolina

Zwycięstwo Caroliny przez jednogłośną decyzję sędziów
- Walka w kategorii koguciej:  Raoni Barcelos –  Carlos Huachin

Zwycięstwo Barcelosa przez poddanie w 2 rundzie
- Walka kobiet w kategorii koguciej:  Viviane Araujo –  Talita Bernardo

Zwycięstwo Araujo przez TKO w 3 rundzie

Nagrody bonusowe:
- Walka wieczoru →  Rose Namajunas –  Jéssica Andrade
- Występ wieczoru →  Jéssica Andrade oraz  Warlley Alves

### UFC on ESPN+ 14: Shevchenko vs. Carmouche 2
Walka Wieczoru:
- Walka o pas mistrzyni UFC w kategorii muszej:  Walentina Szewczenko –  Liz Carmouche

Zwycięstwo Szewczenko przez jednogłośną decyzję sędziów

Karta Główna:
- Walka w kategorii półśredniej:  Vicente Luque –  Mike Perry

Zwycięstwo Luque przez niejednogłośną decyzję sędziów
- Walka w kategorii piórkowej:  Humberto Bandenay –  Eduardo Garagorri

Zwycięstwo Garagorri'ego przez jednogłośną decyzję sędziów
- Walka w kategorii półciężkiej:  Volkan Oezdemir –  Ilir Latifi

Zwycięstwo Oezdemira przez KO w 2 rundzie
- Walka w kategorii średniej:  Rodolfo Vieira –  Oskar Piechota

Zwycięstwo Vieiry przez poddanie w 2 rundzie
- Walka w kategorii piórkowej:  Enrique Barzola –  Bobby Moffett

Zwycięstwo Barzoli przez jednogłośną decyzję sędziów
Karta Wstępna:
- Walka w kategorii półśredniej:  Gilbert Burns –  Alexey Kunchenko

Zwycięstwo Burnsa przez jednogłośną decyzję sędziów
- Walka w kategorii ciężkiej:  Raphael Pessoa –  Ciryl Gane

Zwycięstwo Gane przez poddanie w 1 rundzie
- Walka kobiet w kategorii słomkowej:  Marina Rodriguez –  Tecia Pennington

Zwycięstwo Rodriguez przez jednogłośną decyzję sędziów
- Walka w kategorii muszej:  Rogério Bontorin –  Raulian Paiva

Zwycięstwo Bontorina przez TKO w 1 rundzie
- Walka w kategorii koguciej:  Geraldo de Freitas –  Chris Gutierrez

Zwycięstwo Gutierreza przez niejednogłośną decyzję sędziów
- Walka w kategorii lekkiej:  Alex da Silva –  Rodrigo Vargas

Zwycięstwo da Silvy przez jednogłośną decyzję sędziów
- Walka kobiet w kategorii muszej:  Polyana Viana –  Veronica Hardy

Zwycięstwo Hardy przez poddanie w 1 rundzie

Nagrody bonusowe:
- Walka wieczoru →  Vicente Luque –  Mike Perry
- Występ wieczoru →  Volkan Oezdemir oraz  Veronica Hardy

### UFC Fight Night: Błachowicz vs. Jacaré
Walka Wieczoru:
- Walka w kategorii półciężkiej:  Jan Błachowicz –  Ronaldo Souza

Zwycięstwo Błachowicza przez niejednogłośną decyzję sędziów

Karta Główna:
- Walka w kategorii półciężkiej:  Maurício Rua –  Paul Craig

Remis niejednogłośny
- Walka w kategorii lekkiej:  Charles Oliveira –  Jared Gordon

Zwycięstwo Oliveiry przez TKO w 1 rundzie
- Walka w kategorii średniej:  Antônio Arroyo –  André Muniz

Zwycięstwo Muniza przez jednogłośną decyzję sędziów
- Walka w kategorii średniej:  Markus Perez –  Wellington Turman

Zwycięstwo Turmana przez jednogłośną decyzję sędziów

Karta Wstępna:
- Walka w kategorii półśredniej:  Sérgio Moraes –  James Krause

Zwycięstwo Krause przez KO w 3 rundzie
- Walka w kategorii piórkowej:  Ricardo Ramos –  Eduardo Garagorri

Zwycięstwo Ramosa przez poddanie w 1 rundzie
- Walka w kategorii lekkiej:  Francisco Trinaldo –  Bobby Green

Zwycięstwo Trinaldo przez jednogłośną decyzję sędziów
- Walka w kategorii półśredniej:  Warlley Alves –  Randy Brown

Zwycięstwo Browna przez poddanie w 2 rundzie
- Walka w kategorii piórkowej:  Douglas Silva de Andrade –  Renan Barão

Zwycięstwo Silvy de Andrade przez jednogłośną decyzję sędziów
- Walka kobiet w limicie -59 kg:  Isabella de Padua –  Ariane Lipski

Zwycięstwo Lipski przez jednogłośną decyzję sędziów
- Walka kobiet w kategorii koguciej:  Vanessa Melo –  Tracy Cortez

Zwycięstwo Cortez przez jednogłośną decyzję sędziów

Nagrody bonusowe:
- Występ wieczoru →  Ricardo Ramos,  Charles Oliveira,  Randy Brown oraz  James Krause

### UFC on ESPN+ 28: Lee vs. Oliveira
Walka Wieczoru:
- Walka w kategorii lekkiej:  Kevin Lee –  Charles Oliveira

Zwycięstwo Oliveiry przez poddanie w 3 rundzie

Karta Główna:
- Walka w kategorii półśredniej:  Gilbert Burns –  Demian Maia

Zwycięstwo Burnsa przez TKO w 1 rundzie
- Walka w kategorii lekkiej:  Damir Hadžović –  Renato Moicano

Zwycięstwo Moicano przez poddanie w 1 rundzie
- Walka w kategorii półciężkiej:  Johnny Walker  –  Nikita Kryłow

Zwycięstwo Kryłowa przez jednogłośną decyzję sędziów
- Walka w kategorii lekkiej:  Francisco Trinaldo –  John Makdessi

Zwycięstwo Trinaldo przez jednogłośną decyzję sędziów
Karta Wstępna:
- Walka w kategorii muszej:  Jussier Formiga –  Brandon Moreno

Zwycięstwo Moreno przez jednogłośną decyzję sędziów
- Walka kobiet w kategorii słomkowej:  Amanda Ribas –  Randa Markos

Zwycięstwo Ribas przez jednogłośną decyzję sędziów
- Walka w kategorii półśredniej:  Elizeu Zaleski dos Santos –  Alexey Kunchenko

Zwycięstwo Zeleskiego dos Santosa przez jednogłośną decyzję sędziów
- Walka w kategorii koguciej:  Rani Yahya –  Enrique Barzola

Remis większościowy
- Walka kobiet w kategorii muszej:  Mayra Bueno Silva – Maryna Moroz

Zwycięstwo Moroz przez jednogłośną decyzję sędziów
- Walka w kategorii muszej:  Bruno Gustavo da Silva –  David Dvořák

Zwycięstwo Dvořáka przez jednogłośną decyzję sędziów
- Walka kobiet w kategorii koguciej:  Bea Malecki –  Veronica Hardy

Zwycięstwo Malecki przez jednogłośną decyzję sędziów

Nagrody bonusowe:
- Walka wieczoru →  Mayra Bueno Silva – Maryna Moroz
- Występ wieczoru →  Gilbert Burns oraz  Charles Oliveira

### UFC 283
Walka Wieczoru:
- Walka o wakujący pas mistrzowski UFC w kategorii półciężkiej:  Glover Teixeira –  Jamahal Hill

Zwycięstwo Hilla przez jednogłośną decyzję sędziów

Karta Główna:
- Walka o pas mistrzowski UFC w kategorii muszej:  Deiveson Figueiredo –  Brandon Moreno

Zwycięstwo Moreno przez TKO w 3 rundzie
- Walka w kategorii półśredniej:  Gilbert Burns –  Neil Magny

Zwycięstwo Burnsa przez poddanie w 1 rundzie
- Walka kobiet w kategorii muszej:  Jéssica Andrade –  Lauren Murphy

Zwycięstwo Andrade przez jednogłośną decyzję sędziów
- Walka w kategorii półciężkiej:  Johnny Walker –  Paul Craig

Zwycięstwo Walkera przez TKO w 2 rundzie

Karta Wstępna:
- Walka w kategorii półciężkiej:  Maurício Rua –  Ihor Potieria

Zwycięstwo Potierii przez TKO w 1 rundzie
- Walka w kategorii średniej:  Brunno Ferreira –  Gregory Rodrigues

Zwycięstwo Ferreiry przez KO w 1 rundzie
- Walka w kategorii lekkiej:  Melquizael Costa –  Thiago Moisés

Zwycięstwo Moisésa przez poddanie w 2 rundzie
- Walka w kategorii półśredniej:  Gabriel Bonfim –  Mounir Lazzez

Zwycięstwo Bonfima przez poddanie w 1 rundzie
- Walka w kategorii ciężkiej:  Jailton Almeida –  Shamil Abdurakhimov

Zwycięstwo Almeidy przez TKO w 2 rundzie
- Walka w kategorii koguciej:  Luan Lacerda –  Cody Stamann

Zwycięstwo Stamanna przez jednogłośną decyzję sedziów
- Walka w kategorii lekkiej:  Ismael Bonfim –  Terrance McKinney

Zwycięstwo Bonfima przez KO w 2 rundzie
- Walka w kategorii półśredniej:  Warlley Alves –  Nicolas Dalby

Zwycięstwo Dalby'ego przez niejednogłośną decyzję sędziów
- Walka kobiet w kategorii piórkowej:  Josiane Nunes –  Zarah Fairn

Zwycięstwo Nunes przez jednogłośną decyzję sędziów
- Walka w kategorii koguciej:  Saimon Oliveira –  Daniel Marcos

Zwycięstwo Marcosa przez TKO w 2 rundzie

Nagrody bonusowe:
- Walka wieczoru →  Glover Teixeira –  Jamahal Hill
- Występ wieczoru →  Jailton Almeida oraz  Ismael Bonfim

### UFC Fight Night: Almeida vs. Lewis
Walka Wieczoru:
- Walka w kategorii ciężkiej:  Jailton Almeida –  Derrick Lewis

Zwycięstwo Almeidy przez jednogłośną decyzję sędziów

Karta Główna:
- Walka w kategorii półśredniej:  Gabriel Bonfim –  Nicolas Dalby

Zwycięstwo Dalby'ego przez TKO w 2 rundzie
- Walka w kategorii ciężkiej:  Rodrigo Nascimento –  Don'Tale Mayes

Zwycięstwo Nascimento przez jednogłośną decyzję sedziów
- Walka w kategorii średniej:  Caio Borralho –  Abusupijan Magomiedow

Zwycięstwo Borralho przez jednogłośną decyzję sędziów
- Walka w limicie -74 kg:  Elves Brener –  Kaynan Kruschewsky

Zwycięstwo Brenera przez KO w 1 rundzie
Karta Wstępna:
- Walka w kategorii półśredniej:  Elizeu Zaleski dos Santos –  Rinat Fakhretdinov

Remis większościowy
- Walka w kategorii półciężkiej:  Vitor Petrino –  Modestas Bukauskas

Zwycięstwo Petrino przez KO w 2 rundzie
- Walka kobiet w kategorii słomkowej:  Denise Gomes –  Angela Hill

Zwycięstwo Hill przez jednogłośną decyzję sędziów
- Walka kobiet w kategorii słomkowej:  Eduarda Moura –  Montserrat Conejo Ruiz

Zwycięstwo Moury przez TKO w 2 rundzie
- Walka w kategorii lekkiej:  Kauê Fernandes –  Marc Diakiese

Zwycięstwo Diakiese przez niejednogłośną decyzję sędziów

Nagrody bonusowe:
- Walka wieczoru →   Gabriel Bonfim –  Nicolas Dalby
- Występ wieczoru →  Elves Brener oraz  Vitor Petrino

### UFC 301
Walka Wieczoru:
- Walka o pas mistrzowski UFC w kategorii muszej:  Alexandre Pantoja –  Steve Erceg

Zwycięstwo Pantoji przez jednogłośną decyzję sędziów

Karta Główna:
- Walka w kategorii koguciej:  José Aldo –  Jonathan Martinez

Zwycięstwo Aldo przez jednogłośną decyzję sedziów
- Walka w kategorii półciężkiej:  Vitor Petrino –  Anthony Smith

Zwycięstwo Smitha przez poddanie w 1 rundzie
- Walka w kategorii średniej:  Michel Pereira –  Ihor Potieria

Zwycięstwo Pereiry przez poddanie w 1 rundzie
- Walka w kategorii średniej:  Caio Borralho –  Paul Craig

Zwycięstwo Borralho przez KO w 2 rundzie
Karta Wstępna:
- Walka w kategorii piórkowej:  Joanderson Brito –  Jack Shore

Zwycięstwo Brito przez TKO w 2 rundzie
- Walka kobiet w kategorii słomkowej:  Iasmin Lucindo –  Karolina Kowalkiewicz-Zaborowska

Zwycięstwo Lucindo przez jednogłośną decyzję sędziów
- Walka w kategorii lekkiej:  Elves Brener –  Myktybek Orolbai

Zwycięstwo Orolbaia przez jednogłośną decyzję sędziów
- Walka w kategorii lekkiej:  Joaquim Silva –  Drakkar Klose

Zwycięstwo Klose przez jednogłośną decyzję sędziów
- Walka w kategorii lekkiej:  Jamie Mullarkey –  Mauricio Ruffy

Zwycięstwo Ruffy'ego przez KO w 1 rundzie
- Walka kobiet w kategorii muszej:  Dione Barbosa –  Ernesta Kareckaite

Zwycięstwo Barbosy przez jednogłośną decyzję sedziów
- Walka w kategorii lekkiej:  Ismael Bonfim –  Vinc Pichel

Zwycięstwo Bonfima przez jednogłośną decyzję sędziów
- Walka w kategorii muszej:  Alessandro Costa –  Kevin Borjas

Zwycięstwo Costy przez TKO w 2 rundzie

Nagrody bonusowe:
- Występ wieczoru →  Caio Borralho,  Alessandro Costa,  Michel Pereira oraz  Mauricio Ruffy

### UFC
Walka Wieczoru
- Walka w kategorii :  TBA –  TBA

Karta Główna
- Walka w kategorii :  TBA –  TBA

Karta Wstępna
- Walka w kategorii :  TBA –  TBA

Nagrody bonusowe:
- Walka wieczoru →  –
- Występ wieczoru →